# Scorpaenodes
Scorpaenodes is een geslacht van straalvinnige vissen uit de familie van schorpioenvissen (Scorpaenidae). Het geslacht is voor het eerst wetenschappelijk beschreven in 1857 door Bleeker.

## Soorten
- Scorpaenodes africanus Pfaff, 1933
- Scorpaenodes albaiensis (Evermann & Seale, 1907)
- Scorpaenodes arenai Torchio, 1962
- Scorpaenodes caribbaeus Meek & Hildebrand, 1928
- Scorpaenodes corallinus J. L. B. Smith, 1957
- Scorpaenodes crossotus (D. S. Jordan & Starks, 1904)
- Scorpaenodes elongatus Cadenat, 1950
- Scorpaenodes englerti Eschmeyer & G. R. Allen, 1971
- Scorpaenodes evides (D. S. Jordan & W. F. Thompson, 1914)
- Scorpaenodes guamensis (Quoy & Gaimard, 1824)
- Scorpaenodes hirsutus (J. L. B. Smith, 1957)
- Scorpaenodes immaculatus Poss & Collette, 1990
- Scorpaenodes insularis Eschmeyer, 1971
- Scorpaenodes investigatoris Eschmeyer & Rama Rao, 1972
- Scorpaenodes kelloggi (O. P. Jenkins, 1903)
- Scorpaenodes littoralis (Tanaka, 1917)
- Scorpaenodes minor (J. L. B. Smith, 1958)
- Scorpaenodes muciparus (Alcock, 1889)
- Scorpaenodes parvipinnis (A. Garrett, 1864)
- Scorpaenodes quadrispinosus D. W. Greenfield & Matsuura, 2002
- Scorpaenodes rubrivinctus Poss, McCosker & C. C. Baldwin, 2010
- Scorpaenodes scaber (E. P. Ramsay & J. D. Ogilby, 1886)
- Scorpaenodes smithi Eschmeyer & Rama Rao, 1972
- Scorpaenodes steenei G. R. Allen, 1977
- Scorpaenodes steinitzi Klausewitz & Frøiland, 1970
- Scorpaenodes tredecimspinosus (Metzelaar, 1919)
- Scorpaenodes tribulosus Eschmeyer, 1969
- Scorpaenodes varipinnis J. L. B. Smith, 1957
- Scorpaenodes xyris (D. S. Jordan & C. H. Gilbert, 1882)